# El Moctar (Niger)
El Moctar (auch: Al Mocktar, Almoctar, Almoktar, Al Moktar) ist ein Dorf in der Landgemeinde Guidan Amoumoune in Niger.

## Geographie
Das von einem traditionellen Ortsvorsteher (chef traditionnel) geleitete Dorf befindet sich rund zwölf Kilometer südwestlich des Hauptorts Guidan Amoumoune der gleichnamigen Landgemeinde, die zum Departement Mayahi in der Region Maradi gehört. Zu den Siedlungen in der näheren Umgebung von El Moctar zählen Koudoubaraou im Norden, Amani Aréwa im Südwesten und Guidan Tinao im Westen.
Es herrscht das Klima der Sahelzone vor, mit einer durchschnittlichen jährlichen Niederschlagsmenge zwischen 300 und 400 mm. Die Landschaft zwischen den Trockentälern Goulbin Kaba und Tarka, in der das Dorf liegt, ist von alten, unbeweglichen Dünen geprägt.

## Geschichte

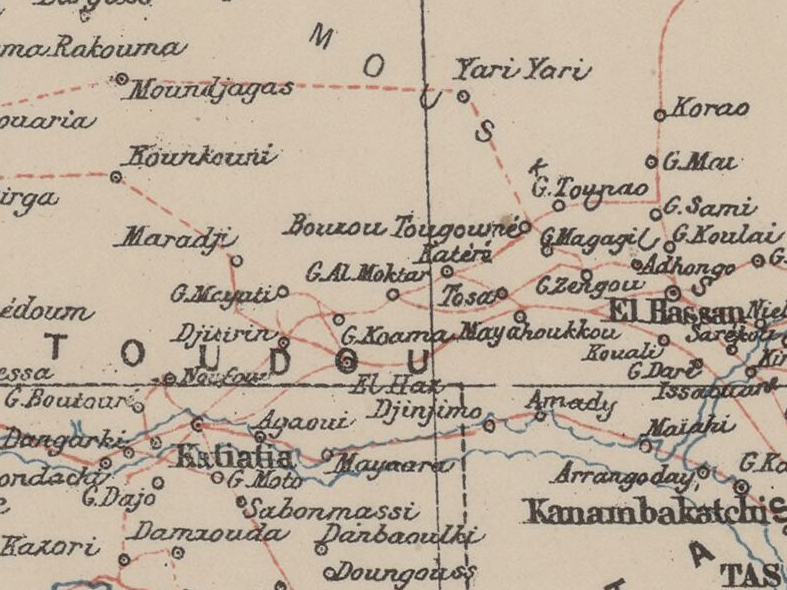
Ausschnitt einer Karte von 1903 mit El Moctar (G. Al Moktar) im Zentrum

El Moctar wurde zu Beginn des 20. Jahrhunderts gegründet. Der britische Reiseschriftsteller A. Henry Savage Landor passierte das Dorf am 25. September 1906 im Rahmen seiner zwölfmonatigen Afrika-Durchquerung. Die französische Kolonialverwaltung richtete Anfang des 20. Jahrhunderts einen Kanton mit Sitz in El Moctar ein. Der Kanton El Moctar wurde 1924 aufgelöst und sein Territorium dem Kanton Mayahi angeschlossen.

## Bevölkerung
Bei der Volkszählung 2012 hatte El Moctar 458 Einwohner, die in 59 Haushalten lebten. Bei der Volkszählung 2001 betrug die Einwohnerzahl 352 in 44 Haushalten und bei der Volkszählung 1988 belief sich die Einwohnerzahl auf 599 in 93 Haushalten.
Die Bevölkerungsdichte in diesem Gebiet ist für nigrische Verhältnisse hoch.

## Wirtschaft und Infrastruktur
Das Gebiet der Ebenen im südlichen Teil der Region Maradi, in dem sich El Moctar befindet, ist von einer anhaltenden Degradation der ackerbaulichen Flächen gekennzeichnet, die mit der hohen Bevölkerungsdichte in Zusammenhang steht. Das Dorf liegt an einer traditionellen Route nomadischer Fulbe- und Wodaabe-Viehzüchter für die Überwinterung im Norden.